# 沖縄県歯科医師会
一般社団法人沖縄県歯科医師会（おきなわけんしかいしかい 英称 Okinawa Dental Association）は、沖縄県の歯科医師を会員とする法人。沖縄歯科衛生士学校を運営している。

## 本部所在地
- 〒901-2134 沖縄県浦添市港川1-36-3

## 地区歯科医師会
- 南部地区歯科医師会
- 中部地区歯科医師会
- 北部地区歯科医師会
- 宮古地区歯科医師会
- 八重山地区歯科医師会